# Горња Пака
Горња Пака (словен. Gornja Paka) је насељено место у општини Чрномељ, регија Југоисточна Словенија, Словенија.

## Историја
До територијалне реорганизације у Словенији била је у саставу старе општине Чрномељ.

## Становништво
У попису становништва из 2011. године, Горња Пака је имала 31 становника.
| Број становника према пописима | Број становника према пописима | Број становника према пописима |
| ------------------------------ | ------------------------------ | ------------------------------ |
| 1991                           | 2002                           | 2011                           |
| 38                             | 39                             | 31                             |